# James Hogg
James Hogg (ur. w grudniu 1770, zm. 21 listopada 1835) – szkocki poeta i prozaik epoki romantyzmu. 
Uznanie zdobył patriotycznym wierszem Donald Macdonald (1800).  W 1813 opublikował zbiór opowiadań i ballad The Queens Wake.

## Twórczość
- The Mountain Bard (1807)
- The Forest Minstrel (1810)
- The Queen's Wake (1813)
- The Pilgrims of the Sun (1815)
- Brownie of Bodsbeck (1817)
- Jacobite Reliques (1819)
- The Three Perils of Man (1822)
- The Three Perils of Woman (1923)
- The Private Memoirs and Confessions of a Justified Sinner (1824)
- Queen Hynde (1925)
- Songs by the Ettrick Shephard (1831)
- The Brownie of the Black Haggs (1828)
- The Domestic Manner and Private Life of Sir Walter Scott (1834)
- Tales and Sketches of the Ettrick Shepherd (1837)